# 終極一班
《終極一班》（英語：KO ONE）是一部台灣偶像劇，由八大電視台及可米國際影視聯合製作。於2005年開拍，2006年殺青。由汪东城、辰亦儒、炎亚纶、唐禹哲合作主演，而飞轮海另一成員吴尊亦有客串出演。

## 故事大綱
在是非不明、充滿弱肉強食的金時空裡，有間芭樂高中，為知名教育家—錢萊冶（巴戈 飾）為回饋教育界而建。而芭樂高中裡有個最強的「終極一班」，這個班級專收別的學校不敢收的學生。在走廊的最深處，佈滿蜘蛛網的地方，就是「終極一班」的所在。這個被全校師生視為危險禁地的「終極一班」，為何存在的原因只有一個，那就是來自各方源源不斷的經費與資助，只要有錢這個班級就不會在芭樂高中消失！
班上最強的老大—KO榜上排名第三的汪大東（汪東城 飾）,與其同列的亞瑟王（辰亦儒 飾），與以「要命的左手」著稱,KO榜第四的丁小雨（炎亞綸 飾），三人共同帶領「終極一班」的同學稱霸高校界。
汪大東只對美女老師田欣（殷悅 飾）服氣，誓言帶領『終極一班』的同學考上大學。然而大東的軍師—雷克斯（唐禹哲 飾）卻不滿大東從小到大都贏他，秘密計畫整垮大東，他能如願嗎？「終極一班」能夠順利考上大學嗎？

## 登場人物

### 主要人物
| 角色   | 演員   | 背景/狀態 | 集數       | 本劇劇終戰力 | 戰力變化                  |
| 汪大東 | 汪東城 | KO.3. 高階異能行者 史上最強高中生、終極一班老大 別稱：自大狂、東哥 武器：龍紋鏊 18歲，個性活潑善良、衝動又莽撞、運動神經發達、愛打抱不平、直覺很準、有點自戀、在外為小弟出頭在家乖乖牌。高校界的風雲人物、有遇強則強的特殊體質，慣用武器為龍紋鏊。最著名為八大高手暗殺事件，靠自己的實力打敗了八大高手，視格鬥為天職、以義氣為依歸；他除了有滿腔熱血和衝勁外，也專門打擊以大欺小的學生，不過，其餘什麼都不會，甚至有點笨，國文程度極差，有色無膽，看似在女人堆中很吃得開，但在面對愛情時卻怎麼也不敢表白，他暗戀老師的方式就是順利畢業考上大學。 | 全劇       |              | 9000~11500+（極限）       |
| 王亞瑟 | 辰亦儒 | KO.3. 高階異能行者 土龍幫的太子爺、五熊男友 別稱：自戀狂、亞瑟王 武器：石中劍 18歲，土龍幫黑幫老大王土龍的獨生子，因為打了一個非常機車的教官，所以從西區的太平高中轉來終極一班。可以使用一把來自靈界的武器石中劍，終極一班新來的轉學生，真實身分是黑道的太子爺。雖然他的背景讓人不寒而慄，但他卻鮮少動用黑道勢力，他十分有型，而且對他的髮型更是在乎，個性陰柔城府甚深，唯一的嗜好是搞樂團玩音樂，有極佳的音色，卻不欲人知，面臨緊急關頭的拿手絕活是一把石中劍。喜歡蔡五熊。 | 全劇       |              | 9000~9600                 |
| 丁小雨 | 炎亞綸 | KO.4. 高階異能行者 別稱：耐打王、要命的小雨、孤兒、雨哥（武裁所創始人之一【雨龍】的遺孤） 武器：阿瑞斯之手 18歲，終極一班的轉學生，人稱"要命的小雨"，他來自南區的拓南高中。 雖少動用暴力但只要拍他的頭後果不堪設想，他是終極一班裡最不像該班的學生，他用功讀書品行端正，但他的善良卻被誤以為弱小，在班上是同學的笑柄，平常沉默寡言只愛彈鋼琴，他最大的夢想就是到英國皇家音樂學院留學，成為世界知名的音樂家。個性雖跟大東相反，不過同時很重義氣，因此成了莫逆之交，因為小时候经常被喝醉酒的爸爸拍頭，所以就養成了很討厭被人家拍頭的習惯，喜歡安琪。右拳擁有爆發左拳十倍戰力,一天只能使用一次.但 戴上阿瑞斯之手或是 赤拳狀態震碎龍骨死穴可以無限爆發右拳戰力. | 全劇       |              | 8500~9000+（極限）→0→9200 |
| 雷克斯 | 唐禹哲 | KO.2.高階異能行者→高階魔化異能行者→麻瓜→高階異能行者 別稱：大東的大腦、戰神、終極一班的軍師 武器：阿瑞斯之手（後轉送丁小雨） 18歲，雷克斯是一個斯文俊美的高中生，與大東一起從小長大，相當為大東的軍師和大腦，卻因為從小到大個性較為內向常受到同學的欺負，因此大東常保護他。雷克斯雖感謝，卻對大東產生不平衡的情結，安琪的出現又為兩人的友情帶來前所未有的考驗，斯文的雷克斯喜歡安琪，而安琪眼裡卻只有大東，讓雷克斯對大東的厭惡又加深了一層。雷克斯不滿大東從小到大都贏他，不善打鬥的雷克斯私下進行秘密訓練，終於成為高校界陰狠恐怖又神祕的"KO.2"，雷克斯向大東挑戰，在激烈的格鬥之後，大東為了雷克斯的面子，故意在眾人面前打輸，但雷克斯心裡很清楚，大東的能力已經遠遠超過他，足以登上KO榜第一名的寶座。雷克斯體認到雖是對決，不幸遭到黑龍的暗算，成為武屍【奪】，結果大東還為他設身處地著想，於是兩人解開多年的心結，成為真正的莫逆之交。 | 5-12,30-32 |              | 10500→12500               |

### 終極一班其他學生
| 角色                                                                   | 演員    | 背景/狀態 | 本劇劇終戰力 | 戰力變化                                                        |
| 金寶三 鐵時空：任秂完弄．晨文 銀時空：蔣幹 銀時空2017：蔣幹 銅時空沃克 | 張皓明  | 中階異能行者→低階異能行者→麻瓜 終極一班的班長 搞笑角色，前任終極一班老大，自從大東轉進來後跟汪大東單挑被打到內傷，自稱異能全失，因此成了喜歡依附強者的牆頭草，但當無緣無故受到欺壓時，大東常會在關鍵時刻保護他。個性幽默、搞笑，膽子小，極度花心，喜歡煞姐和安琪，也喜歡蔡雲寒和蔡五熊(幾乎美女都會喜歡)。 |              | 6000（20年前）→500（被打內傷）→0（15年前）前KO.135 （金錢購買） |
| 技安 鐵時空：雷電使者/ 銀時空:田楷 銅時空伯尼                          | 龔繼安  | 拔魔战士 拔魔島的拔魔戰士，慣用武器為拔魔斬，拔魔戰士一般不突出，一旦使用拔魔斬，將集天地靈氣於一身，威力驚人。喜歡蔡雲寒。 |              | 0→50000靈氣指數（遇魔時）                                       |
| 蔡雲寒（金剛姐姐） 鐵時空:韓克拉瑪．寒/ 銀時空:大喬                    | 蔡芷紜  | 狀態：正常 種類：中階異能行者→高階異能行者 武器：痛不欲生實話鞭 背景：18歲，蔡五熊的姊姊，南區高校唯一的狠角色，很難親近，個性冷酷無情，但對自己17年都生活在南洋森林的金剛妹妹非常疼愛，喜歡技安，最後阻止技安在關鍵時刻停手。歷史改變後，成為終極一班的班導，是南區分局裡面證照最多，破案率最高的刑警，為人相當認真，自我要求很高，但偏偏就是沒有異性緣，因為算命師的幾句話而回學校當上班導，也因此常常鬧出誤會。 |              | 7400+→11000+（10年後）                                          |
| 蔡五熊（金剛妹妹/小白） 鐵時空:韓克拉瑪 冰心 銀時空：小喬              | 五熊    | 狀態：正常 種類：中階異能行者→麻瓜→高階異能行者 武器：熊珠 背景：17歲，王亞瑟女友，在猿族中長大，非常喜歡吃香蕉，跟雲寒一起轉進終極一班，愛慕王亞瑟，一開始王亞瑟不喜歡她,後來漸漸愛上了，是王亞瑟的初戀。體內擁有猿族的鎮山之寶【熊珠】，可克制亞瑟的石中劍魔。 十年後的歷史改變前失去了對十年前的記憶，而被耿烈收養，耿烈因不知道她的真實身份而叫她「小白」。 而其後真相是因為十年前得知異能行者消失的過程，被企圖消滅異能行者的神秘人打中頭部而失憶。被耿烈所救之後，便一直將耿烈當作是亞瑟，最後因耿烈的回憶術而記起10年前異能消失的事情，其後暫住在雷婷家。（詳情見終極一班2） |              | 7000→0→10000+                                                   |
| 黃安琪                                                                 | 李姝姸  | 狀態：正常 種類：麻瓜 汪大東的青梅竹馬、暗戀對象 背景：18歲，終極一班的班花，爸爸是外交官，從美國回來轉進終極一班。小時候和汪大東及雷克斯三人是青梅竹馬，因為大東小時候曾經救了她一次所以對大東產生了好感，會轉來終極一班也是為了汪大東，被大東遺忘時，小雨常常陪著他，所以對小雨也同時產生了好感，一直把雷克斯當做最好的朋友。 |              | 0                                                               |
| 煞姐（煞妹妹） 鐵時空：夏蘭荇德．美/鬼娃                               | 黃小柔  | 狀態：正常 種類：中低階異能行者 背景：18歲，甜美可愛的女孩。 她那天使般的外表正是最強而有力的武器，任誰都想不到這樣的女孩過去居然是暴走族的大姐，人稱煞姐，和王亞瑟八字不合。冷酷無情的她自認只有大東能和她匹配，因欣賞大東的強勢又倔強的性格，不過大東對她沒興趣，似乎有點當做妹妹看待。 個性鮮明、忌妒心強又容易記仇、具有雙重性格，有著喜歡就是喜歡，不喜歡就是不喜歡的直爽性格。 |              | 4200~5500                                                       |
| 桃子                                                                   | 王懷萱  | 狀態：正常 種類：中低階異能行者 背景：煞姐的跟班。 |              | 3800                                                            |
| 白琳達                                                                 | 柯天貝  | 狀態：正常 種類：中低階異能行者 背景：煞姐的跟班。 |              | 3500                                                            |
| 鯊魚 鐵時空：a Chord 銀時空：杜遠 銅時空：郝萌                         | a Chord | 狀態：正常 種類：低階異能行者 武器：大砲 |              | 1500                                                            |
| 大辣                                                                   | 張名爵  | 狀態：正常 種類：低階異能行者 背景：金寶三的跟班 |              | 1000                                                            |
| 小辣 鐵時空：槑珊麓苚．瞎秘 銀時空：被呂布打倒的人（第24回）           | 陸建宇  | 狀態：正常 種類：低階異能行者 武器：竹劍 背景：金寶三的跟班 |              | 1000                                                            |
| 下巴                                                                   | 李衣驊  | 狀態：正常 種類：中低階異能行者 背景：轉校生，能夠十秒之內連續打下巴五十下。 |              | 6000                                                            |
| 兩指 鐵時空：火蟻女                                                    | 王巧埩  | 狀態：正常 種類：低階異能行者 背景：轉校生，能夠十秒之內連續插鼻孔五十下。 |              | 3700                                                            |
| 斧頭                                                                   | 陳振瑋  | 狀態：正常 種類：麻瓜 慣用武器：雙節斧 背景：金寶三的跟班。 |              | 100~500                                                         |
| 豬皮                                                                   | 許智彥  | 狀態：正常 種類：麻瓜 慣用武器：鐵鍊 背景：金寶三的跟班。 |              | 200~400                                                         |
| 小飛                                                                   | 廖偉翔  | 狀態：正常/轉學 種類：不明 背景：未知原因，離開了終極一班。（第二集以後就沒再出現過。） |              | 不明                                                            |
| 阿哲                                                                   | 簡鵬哲  | 狀態：正常/轉學 種類：不明 背景：未知原因，離開了終極一班。（第二集以後就沒再出現過。） |              | 不明                                                            |
| 翹嘴                                                                   | 陳憶星  | 狀態：正常/轉學 種類：不明 背景：未知原因，離開了終極一班。（第二集以後就沒再出現過。） |              | 不明                                                            |

### 它校學生
| 角色                                 | 演員     | 背景/狀態 | 集數    | 本劇劇終戰力 | 戰力變化                                            |
| 蔡一零 鐵時空：光電使者 銀時空：杜譏 | 黃鴻升   | 狀態：正常 種類：中低階異能行者 背景：皇城高中的學生，是一個娘娘腔，曾想找汪大東對決，後因手下拍丁小雨的頭而被打。 | 13-21集 |              | 6000+                                               |
| 泰山                                 | 只見背影 | 狀態：殘廢 種類：異能行者 背景：七海高中的學生，被雷克斯打成殘廢。 | 5       |              | 8000+→0（殘廢）                                     |
| 大力俊                               | 蔡明勳   | 狀態：正常 種類：不明 背景：力大無窮但智商極低微，自以為帥，到處找人單挑快速升為KO.11。 | 不明    |              | 6800                                                |
| 無名的小學生                         |          | 狀態：正常 種類：中階異能行者 背景：小學六年級學生，把金寶三打的鼻青臉腫。 | 不明    |              | 未知（戰力預估6500～9000）                          |
| 田弘光 時空神：火焰使者              | 吳尊     | 高階異能行者→魔化異能行者→麻瓜 田欣的弟弟，人稱「無名」，使用的武器為「龍斬」，來自濟州高校。 不幸遭到黑龍暗算，而成為「武屍．尊」，曾是KO榜排名第一位的天才人物。 後因黑龍武功盡失，令全部武屍失去武功，而自己也失去戰力指數。 |         |              | 15000+→22000（成為武屍．尊） →0（荷包蛋大戰）前KO.1 |

### 堅強師資
| 角色                                                                  | 演員   | 背景/狀態 | 集數        | 本劇劇終戰力 | 戰力變化                                                 |
| 田欣 Melody                                                           | 殷悅   | 狀態：正常 種類：未開發超高階異能行者 背景： 23歲，現任終極一班班導及英文老師。認真教學、有教無類的態度，榮獲本校優良教師芭樂盃。貼身上衣、超短迷你裙是她最愛的裝扮，學校裡的男學生和男老師都很哈她。田欣無疑是男人的最愛，女人的最恨。 但個性樂觀天真到少一根筋的她，根本不去在乎別人的眼光，她最大的夢想就是談場有如偶像劇般的戀愛，辦一場美麗浪漫的婚禮，當然她的不切實際也導致戀情終究以分手收場，雖然失戀已是家常便飯，她還是愈挫愈勇，看得暗戀她的大東不時得為她捏把冷汗，深怕她又被哪個壞男人給騙了。田欣是唯一汪大東挺她的老師，使得終極一班學生不敢有意見，田欣一心只想帶領著終極一班同學考上大學，同時也一直希望大東不要再打架。 |             |              | 0（潛力1000000+）                                        |
| 紅龍(斷腸人) 鐵時空：葉赫那拉．思仁 銅時空：日音王 銀時空2017：趙錢孫 | 那維勳 | 狀態：正常→假死→正常（終極一班5） 種類：高階異能行者→麻瓜→超高階魔化異能行者（擁有高階負能量魔力） 背景： 武力裁決所七大創始人之一，自廢武功以保命。擔任大東、亞瑟、小雨的引路人。其所擺設的攤子能做出任何一道菜餚。曾經為了紀念KO.19忠犬護主，而打造了KO.19鈦合金版，進而在大東與雷克斯之戰中保護大東的要害。在原班導田欣到庇護所後，以「段常仁」名義擔任終極一班後期班導。 |             |              | 30000+（20年前）→0→60000~85000+（終極一班5內擁有負能量） |
| 錢萊冶(金筆客) 鐵時空：殺千刀 銀時空：左慈                            | 巴戈   | 狀態：正常 種類：高階/超高階異能行者 背景： 芭樂高中的校長，金筆點龍的作者（金筆客）。因為金筆點龍過於刻畫人性，被二、三十年前的武林高手一致封殺。 |             |              | 未知                                                     |
| 賈勇 鐵時空：斬魔獵士 銀時空：呂伯奢 夜行者                           | 夏靖庭 | 狀態：正常 種類：麻瓜 背景： 45歲，芭樂高中的訓導主任。海軍陸戰隊福利社當服務員的退伍軍人， 以鐵的紀律將本校學生之行為完整規範，對校際事務熱心，為本校之優良員工。外表凶狠，威風凜凜，但只敢在好學生面前狐假虎威，事實上是個無能又怕事的人。當他萬不得已要進終極一班時，總是全副武裝!手舉盾牌穿得像鎮暴警察一樣，同學見狀總忍不住想作弄他，學校只要發生了什麼壞事第一都先把帳算在大東身上，因為自己的無能怕事都沒算帳成功過。 |             |              | 0                                                        |
| 古文靜鐵時空編劇a> 銀時空：魅娘                                       | 葉泳糖 | 狀態：正常 種類：麻瓜 背景： 芭樂高中的國文老師。喜歡賈勇，討厭田欣及終極一班。 |             |              | 0                                                        |
| 蘇布啟 鐵時空：古拉依爾．宙王/信哥 銀時空：曲棍球裁判                 | 簡漢宗 | 狀態：正常 種類：麻瓜 背景： 芭樂高中的教官。 |             |              | 0                                                        |
| 沈老師                                                                | 馬小南 | 狀態：正常 種類：麻瓜 背景： 芭樂高中的歷史老師。 | 出現於第2回 |              | 0                                                        |
| 吳老師                                                                | 待查   | 狀態：正常 種類：麻瓜 背景： |             |              | 0                                                        |
| 戴老師                                                                | 謝其文 | 狀態：正常 種類：麻瓜 背景： 因田欣請假，終極一班的代課老師。 | 出現於第9回 |              | 0                                                        |

### 終極一班家長
| 角色   | 演員   | 背景/狀態                                   | 戰力指數 |
| 金凱利 | 陳希聖 | 狀態：正常 種類：麻瓜 背景： 金寶三的父親。 | 0        |
| 白蘭弟 | 大目仔 | 狀態：正常 種類：麻瓜 背景： 白琳達的母親。 | 0        |
| 萬伯   | 鄧安寧 | 狀態：正常 種類：麻瓜 背景： 黃安琪的管家。 | 0        |

### 其他角色
| 角色                                          | 演員          | 背景/狀態 | 本劇劇終戰力 | 戰力變化        |
| 神拳鬼豪                                      | 待查          | 狀態：死亡 種類：魔化異能行者 背景： 在芭樂高中的黑龍臥底。 |              | 7500+→0         |
| 曾少宗                                        | 曾少宗        | 狀態：正常 種類：麻瓜 背景： 17歲的數學系博士生，曾和田欣交往過。使用伎倆考倒KO.11大力俊。 |              | 0               |
| 曾父                                          | 呂孔維        | 狀態：正常 種類：麻瓜 背景： 少宗的養父。少宗七歲時被收養。 |              | 0               |
| 曾母                                          | 謝麗金        | 狀態：正常 種類：麻瓜 背景： 少宗的養母。少宗七歲時被收養。 |              | 0               |
| 白牡丹                                        | 楊潔玫        | 狀態：正常 種類：麻瓜 背景： 少宗的親生母親。 |              | 0               |
| 聖德 鐵時空：葉赫那拉．思思                   | 李傑聖        | 狀態：精神失常 種類：麻瓜 背景： 北區陽光高中的老師，田弘光過去的班導。和賈勇一樣討厭終極一班，甚至稱呼他們「惡棍」，因此綁架田欣以勒贖他們，尤其痛恨汪大東而將其鞭打。後于聖德因遭王亞瑟和丁小雨擊敗，而痛哭失聲，金寶三更要將其屠殺卻遭阻止，反被奪來的短刀劃傷手掌。危機化解後，田欣便將于聖德和金寶三送醫治療。(僅出現於第3集) |              | 0               |
| 黑狗 銀時空：趙督郵                           | 劉行          | 狀態：正常 種類：麻瓜 背景： 土龍幫的叛徒，曾找人殺害王土龍及王亞瑟，以失敗告終。 十年後為刺青師傅，常找金寶三等人的麻煩；歷史改變的十年後，去地下道找琴師的麻煩時，被北香蕉地下仆街三重揍（止戈、辜戰、厲嫣嫣）教訓。 |              | 0               |
| 刀疤傑森 鐵時空：刀疤傑森 銀時空：李時針      | 黃萬伯        | 狀態：正常 種類：低階異能行者 背景： 黑手幫的老大，在午夜十二點的捷運站事件被王亞瑟修理過，又改名為忍者王，慣用武器為百發百中歸心似箭鏢。 |              | 2000            |
| 黑貓酒店的手下 銀時空：程普（字德谋）         | 高明伟        | 狀態：正常 種類：麻瓜 背景： 黑貓大酒店的老大，實際上是雷克斯的手下（詳情看08集）。 |              | 0               |
| 漫畫店老闆 銀時空：陳宮                       | 蔡明修        | 狀態：正常 種類：麻瓜 背景： 曾在冰店毒害汪大東及王亞瑟，並販賣金筆點龍給金寶三。 |              | 0               |
| 高仁                                          |               | 狀態：正常 種類：不明 背景： 曾與斷腸人一起騙賈勇主任。 |              | 不明            |
| 忠犬（K.O19）                                 |               | 狀態：死亡 種類：異能行者 背景： KO榜上唯一的非人類，為了保護主人而犧牲生命，斷腸人為了紀念牠而打造了KO.19鈦合金版。 |              | 8000+→0（戰死） |
| 忠犬護主                                      | 程赤海        | 狀態：正常 種類：異能行者 背景： 忠犬護主的主人。 |              | 未知            |
| 添財小釣手                                    | 莊硯婷        | 狀態：正常 種類：低階異能行者 |              | 未知            |
| 冰畸淋                                        | 黃郁喬        | 狀態：正常 種類：低階異能行者 |              | 未知            |
| 那滷灣仔                                      | 莊偉凡        | 狀態：正常 種類：低階異能行者 慣用武器為菜籃。 |              | 未知            |
| 炫窩名人                                      | 孫元宏        | 狀態：正常 種類：低階異能行者 |              | 未知            |
| 冰畸怖                                        | 沛莉          | 狀態：正常 種類：低階異能行者 |              | 未知            |
| 夸克兄弟                                      | 王威迪 李維翔 | 狀態：正常 種類：低階異能行者 |              | 未知            |
| 怪衣博士                                      | 石家維        | 狀態：正常 種類：低階異能行者 |              | 未知            |
| 髒三瘋                                        | 周星孝        | 狀態：正常 種類：低階異能行者 慣用武器為武士刀。 |              | 未知            |
| 汪大東住院時照顧他的護士                      | 章柏翰        | 狀態：正常 種類：護士 汪大東住院「人小鬼大」時照顧他的護士。 |              | 未知            |
| 第八集幫大東執刀的醫生 鐵時空：葉赫那拉．雄封 | 劉爾金        | 狀態：正常 種類：醫生 汪大東被雷克斯打傷送醫時幫大東執刀的醫生。為了替大東動手術，和龍紋鏊纏鬥六小時，反而使龍紋鏊驅動大東內息運轉，治好自己。 |              | 未知            |

### 武力裁決所
武力裁決所七大創始人
| 角色                                                                                     | 演員   | 背景/狀態 | 本劇劇終戰力 | 戰力變化                                                          |
| 黑龍（段曉仁） 鐵時空：葉赫那拉．思偍 銀時空：孫堅 銅時空：日月王 銀時空三國時期：趙錢孫 | 那維勳 | 狀態：正常 種類：高階魔化異能行者→麻瓜→高階異能行者 背景：其下的武屍皆是戰力指數破萬點的高手。斷腸人的弟弟，將速還針改造過。 |              | 25000+→50000+（魔化後）→85000+（成魔） →0→35000+→45000+（10年後） |

| 演員                                 | 角色   | 背景/狀態 | 本劇劇終戰力 | 戰力變化                                   |
| 田弘光 鐵時空演出 時空神使：火焰使者 | 吳尊   | 狀態：正常 種類：麻瓜（前武屍（高階魔化異能行者）） 背景： 21歲，田欣的弟弟，生日:8/4，人稱「無名」，慣用右手，使用的武器為龍斬，來自濟州高校，在學習成績方面是個優等生，在遵守校規方面是個劣等生，經常與人鬥毆，而且每戰必勝，他的姐姐田欣總是為他擔心。不幸遭到黑龍暗算，被封住最後一口氣息，成為武屍‧【尊】，是KO榜第一位戰力指數突破萬點的人物，其戰力指數高達22000點（原15000+），因黑龍盡失武功，令全部武屍失去武功，自己也失去武功。後來變了麻瓜，十年後恢復武力。 |              | 15000+→22000（成为武屍後）→0（荷包蛋大戰） |
| 武屍暗                               | 張義傑 | 狀態：死亡 種類：武屍（魔化異能行者） 背景： 慣用武器為龍斬，唯一在惡勢力戰之中被殺的武屍。 |              | 11500+（最後死亡）                         |
| 武屍毀                               | 方柏華 | 狀態：正常 種類：武屍（魔化異能行者） 背景： 慣用武器為龍斬。 |              | 11000+→0                                   |
| 武屍毒                               | 陳孝輔 | 狀態：正常 種類：武屍（魔化異能行者） 背景： 慣用武器為龍斬。 |              | 13000+→0                                   |
| 武屍無                               | 大鬼   | 狀態：正常 種類：武屍（魔化異能行者） 背景： 武屍，善於偽裝，曾用慣用武器速還針重創汪大東，偽裝成丁小雨的樣子，之後又偽裝成安琪和蘇布啟，想襲擊王亞瑟，卻被劍魔化的王亞瑟趕跑。 |              | 10000→12000+（實力）                       |

| 角色           | 演員 | 背景/狀態                                                 | 戰力指數 |
| 土龍（王土龍） | 李㼈 | 狀態：正常 種類：麻瓜 背景： 土龍幫創始人，王亞瑟的父親。 | 0        |

| 演員                                  | 角色   | 背景/狀態                                                                                           | 本劇劇終戰力     | 戰力變化           |
| 紅龍 （斷腸人/段常仁）                | 那維勳 | 狀態：正常→死亡（終極一班5） 種類：高階異能行者→麻瓜 背景：                                         |                  | 30000+（20年前）→0 |
| 雨龍（丁雨） （丁小雨之父親）         |        | 狀態：死亡 種類：高階異能行者 背景： 小雨的父親，後來被黑龍所殺害。                                 |                  | 25000+（20年前）   |
| 登龍（止水） 銅時空：王阿天（阿天王） | 秦楊   | 狀態：正常 種類：高階異能行者（本劇身分未揭發，詳見終極一班4） 背景： （本劇未演出，詳見終極一班3） |                  | 25000~35000+       |
| 雷龍（雷鳴） （雷克斯之父親）         |        | 狀態：死亡 種類：高階異能行者 背景： （本劇未演出，終極一班4登龍提及）雷克斯的父親                  | 25000+（20年前） |                    |
| 瘋龍                                  | 那維勳 | 種類：高階魔化異能行者                                                                              |                  | 60000+             |

| 角色                                                          | 演員           | 背景/狀態 | 本劇劇終戰力 | 戰力變化                                                                          |
| 汪天養（刀瘋） 鐵時空：夏蘭荇德．流 銀時空：董卓 銅時空：幽王 | 阿西（陳博正） | 狀態：正常 種類：高階異能行者→低階異能行者→高階異能行者 背景： 人稱「刀瘋」，汪大東的父親，現為牧師，為了救大東，曾經將分布在世界各地的影子槍手調來，擺出刀鋒槍陣。設有庇護所，由一群當年被刀瘋所救的人所組成，在這裡絕對安全。是武力裁決所唯一所懼怕的人物。在劇中曾經提過刀瘋的戰力指數至少有35000以上（也就是十年前的金時空）。 曾以“元神渡命”救回小時候從頂樓跳下来的大東，而使戰力無法再回到巔峰（詳見終極一班3）。 |              | 35000+（30年前） →15000（第一次元神渡命） →100（第二次元神渡命）→45000+（恢復後） |

### 兵器境管局
| 角色                                                                     | 演員           | 背景/狀態 | 本劇劇終戰力 | 戰力變化        |
| 曾美好 （兵器之母-刀鬼）                                                 | 阿嬌（謝雅琳） | 狀態：正常 種類：高階異能行者→麻瓜→高階異能行者 背景:首屈一指的武器專家，人稱「兵器之母─刀鬼」。汪大東的母親，速還針的創始人。並創辦了能製造任何武器的兵器總站。 |              | 25000+→0→25000+ |
| 兵刀 鐵時空：兵刀（兵器境管局長） 銀時空：PUB店長 銅時空：老邁純種日行者 | 乾德門         | 狀態：正常 種類：高階異能行者 背景：兵器總站店長。 |              | 20000+          |

### 鐵時空之人物
| 角色                                                      | 演員                 | 背景/狀態 | 本劇劇終異能 | 異能變化    |
| 呼延覺羅．脩（脩/劉備） 銀時空：劉備 銅時空：唯一（暝王） | 東城衛．脩（陳德修） | 狀態：正常 種類：風的原位高階異能行者 背景： 東城衛團長及吉他手，能用吉他的超強電音為汪大東、王亞瑟和丁小雨練功。在終極系列中擁有關聯性之人物。 是來自鐵時空的異能行者，貼身武器為神風鎞克（本劇未使用，詳見終極一家，後於終極一家第1集向汪大東等人表明自己的身分）。 |              | 35000+      |
| 東城衛．鐙                                                | 東城衛．鐙（鄧樺敦） | 狀態：正常 種類: 高階異能行者 背景： 東城衛團員之一，擔任東城衛的貝斯手。 |              | 15000~20000 |
| 東城衛．萩                                                | 東城衛．萩（邱議弘） | 狀態：正常 種類：高階異能行者 背景： 東城衛團員之一。 |              | 15000~20000 |
| 東城衛．冥                                                | 東城衛．冥（李明翰） | 狀態：正常 種類：高階異能行者 背景： 東城衛團員之一，擔任東城衛的鼓手。 |              | 15000~20000 |

## 用語

### 終極神器
| 名稱               | 持有者                                                | 介紹 |
| 龍紋鏊             | 汪大東                                                | 平底鍋型武器，三國時代有名刺客睚眥之武器，相傳，此兵器乃由白龍鱗片加上百煉精鋼製成，具有超自然的靈氣，可辨識主人，傷害力有遇強則強的特性。 因為大東遇強則強，遇弱則弱的體質而成為他的武器，也只有大東才能發揮出龍紋鏊的威力。 能夠護主，且可以感應四周的戰力指數（異能指數）可以使大東變為對手的戰力指數。 |
| 石中劍             | 王亞瑟 黑龍                                           | 原為中古黑暗時亞瑟王的武器，是巫師梅林用千年火山熱焰打造的利器，當鎮劍石取下時將會成為嗜血索魂的「劍魔」，具有超自然的殺戮之能，而在世界上只有兩把。 |
| 阿瑞斯之手         | 雷克斯→丁小雨                                         | 原為雷克斯的武器，後讓渡給丁小雨，戴上阿瑞斯之手的他可克服右拳使用後不能使出武功的問題。 相傳戰神阿瑞斯的武器。由千層軟鐵所槌成，特性為細柔如絲且收放自如，一旦套在手上則必見血而回，是極慘忍、血腥的兵器                                                                                                  |
| 痛不欲生實話鞭     | 蔡雲寒                                                | 鞭型武器，鞭身皆由材質軟韌的南海軟鐵製成。 相傳是明朝時期，東廠統領親手密製而成的刑鞭，專門用來對付難以馴治的狂人。再怎麼強悍壯實的體魄，只要挨上三鞭就會吐出心中實話隱私，是一種極奇特的兵器。 |
| 拔魔斬             | 技安 曹吉利（10年後終極一班3）                        | 相傳為靈界的武器，並且只為善所屬。 唯獨自幼受到靈界薰陶的人才能使用，是專門對付魔界黑暗勢力的武器。 此兵器若是用於一般凡夫俗子手中，則形同廢鐵。 |
| 龍斬               | 武屍-尊（田弘光） 武屍-暗 武屍-毀 武屍-毒 武屍-無     | 為兵器之母所發明結合現代高科技發明的兵器，內裝有核子動力的利刃。 名稱「龍斬」是因其專門為捕殺超級武術專家而設計之故。 |
| 百發百中歸心似箭鏢 | 刀疤傑森                                              | 是兵器總站為刀疤傑森所量身訂做的武器，裝了最新衛星導航推進器的飛鏢。 不管目標為何，射鏢的人都會成為其目標，像導彈一樣被鎖定，而射出去的鏢都會迴力攻擊射鏢人，是極為無用的兵器。 |
| 速環針             | 曾美好(刀鬼) 黑龍 汪大東 武屍-無 鐵時空：韓克拉瑪．寒 | 原為兵器之母刀鬼所發明，經由武力裁決所重新改造，設計出第二代，據說刺入體內後會變成百萬支針竄入血液裡面，是武功高強者的剋星。（現已於鐵時空改良出第三代） |

### 終極百科
| 名稱             | 持有者                             | 介紹 |
| 兵器總站         | 曾美好(刀鬼) 兵刀                  | 是兵器之母 – 刀鬼所設立的兵器總站。 雖然外觀是一間毫不起眼的舊貨店，但能提供各種稀奇古怪、匪夷所思的武器，且能維修天下所有的兵器。 |
| 金筆點龍         | 錢萊冶（金筆客）                   | 是一本預言之書，為芭樂高中校長錢萊冶（金筆客）所著。 前文寫著：「過去的過去，現在的現在，未來的未來；過去不會過去，現在就是現在，未來未來未來。」 當中預言了所有已發生和未發生的事件，只要每出一本新的續集，必會造成武林一場腥風血雨的大災難。 此書對於心思單純的有緣之人而言，是本能夠告知未來命運的啟示錄；但對心存雜念的無緣之人而言，只是一本讀了會精神錯亂的廢書。 |
| 武力裁決所       | 紅龍 黑龍 土龍 雨龍 登龍 雷龍 瘋龍 | 武力裁决所原名舞力裁决所。最初是一个跳舞的社团，后来因为天外陨石，几个成员拥了超强的战力指数。才改名为武力裁决所并收集天下武功，直到黑龙修炼魔功独占整个武力裁决所。 |
| 不生不死之瘴     | 金筆客、黑龍                       | 是黑龍鍛煉武屍所用。被此魔瘴入侵體內的人，會漸漸的失去記憶，變成只會聽命於人的武屍。 十年後被金筆客封印於蟲洞內，只有純善之人（例如：止戈）才能解開。（詳見終極一班3） |
| 結界（時空之門） | 十二時空象限                       | 異能行者往返各個時空的必經之門，是連結其他平行時空的出入口，但不是人人都能藉由此門任意穿越。 當異能行者的戰力指數超過八千點時，才可藉由它抵達其他的時空。（詳見終極一家、終極一班2） |
| 時震             | 時空異象                           | 乃時空秩序遭到破壞後產生之異象，一旦捲入時震，嚴重者將會有生命危險。 就算無命危之虞也會掉入時空裂縫，被轉送到十二時空中的任一個時空。（詳見終極一班2） |
| 兵器大全         | 曾美好（刀鬼）                     | 內容記載了各樣兵器的製作工法。（詳見終極一班2） |

### KO榜
《KO榜》是《終極系列》劇集裡在金時空的異能行者用來排列戰力指數高低名次的榜單，非應屆高中生（例如重讀）不列入名單，但也有例外，例如《終極一班》中的小學生（KO.150）和忠犬護主（KO.19），有特殊事蹟為其紀念者可永久保留在榜內。但《KO榜》是黑龍（那維勳飾）為了尋找最強異能行者以及看準年輕人好勝心和虛榮心所設立的排行榜，目的是尋找高校界最強的高手，並把他們逐個變成武屍收歸己用。

## 關聯商品
1. 《終極一班》超級戰鬥卡 武力重裝版
2. 《終極一班》超級戰鬥卡 武力升級版（補充包）
3. 《終極一班》典藏影音DVD（上）
4. 《終極一班》典藏影音DVD（中）
5. 《終極一班》典藏影音DVD（下）
6. 《終極一班》全套精裝版DVD
7. 《終極一班》電視小說
8. 《終極一班》寫真+電視小說2
9. 《終極一班》寫真書
10. 《終極一班》KO超值版 電視原聲帶（精裝二版）
11. 《終極一班》電視原聲帶
12. 《終極一班》造型公仔（汪大東+龍紋鏊、王亞瑟+石中劍、丁小雨+左拳、田弘光）

## 原聲帶
《終極一班電視原聲帶》於2005年12月27日發行。以下為曲目：
1. 終極一班（片頭曲） / TANK 3'06 （作曲：Tank，填詞：謝和弦）
2. 一個人流浪 / 飛輪海 5'05 （作曲/編曲：陳信安，填詞：馬嵩惟）
3. 給我你的愛（片尾曲） / TANK 4'42 （作曲：Tank，填詞：顏璽軒，編曲：呂紹淳）
4. 孺子可教 / 飛輪海 3'51 （作曲：陳熙，填詞：陳信延）
5. 保護色 / 蘇亦承 3'57 （汪大東託丁小雨作給安琪的MC之歌，作曲：黃聲峰，填詞：Amanda，編曲：黃聲峰）
6. 終極 / J. Wu 3'11 （作曲：J.Wu，填詞：Ga Weed）
7. 孤單心事 / 藍又時 4'26 （作曲：楊子樸，填詞：徐世珍）
8. 從今以後 / TANK 3'29 （作曲：Tank，填詞：Tank/謝和弦 a chord）
9. 母親妳真偉大-演奏曲 3'17
10. 保護色（溫柔之章）-演奏曲 5'50
11. 終極一班（風暴之章）-演奏曲 3'37
12. 給我你的愛（心動之章）-演奏曲 2'59#孺子可教（舞動之章）演奏曲 2'05

1. 給我你的愛（俏皮之章）-演奏曲 2'27
2. 保護色（擁抱之章）-鋼琴版 2'58

## 作品的變遷
| 八大綜合台 星期六 22:30 - 00:00 | 八大綜合台 星期六 22:30 - 00:00     | 八大綜合台 星期六 22:30 - 00:00 |
| ------------------------------- | ----------------------------------- | ------------------------------- |
|                                 | 終極一班 （2005.11.26 -2006.05.27） |                                 |
| —                               | 終極一家                            |                                 |

| 八大綜合台 週一至週五 21:00 - 22:00 | 八大綜合台 週一至週五 21:00 - 22:00  | 八大綜合台 週一至週五 21:00 - 22:00 |
| ----------------------------------- | ------------------------------------ | ----------------------------------- |
|                                     | 終極一班 （2011.09.20 -2011.11.02 ） |                                     |
| 城市英雄 （2011.08.08- 2011.09.19） | 終極一家 （2011.11.03-2012.01.18）   |                                     |

| 八大綜合台 週一至週五 20:00 - 21:00       | 八大綜合台 週一至週五 20:00 - 21:00   | 八大綜合台 週一至週五 20:00 - 21:00 |
| ----------------------------------------- | ------------------------------------- | ----------------------------------- |
|                                           | 終極一班 （2012.11.12 - 2012.12.25 ） |                                     |
| 我可能不會愛你 （2012.10.24- 2012.11.09） | 終極一班2 （2012.12.26 - 2013.02.07） |                                     |

| 八大綜合台 週一至週五 20:00 - 21:00 | 八大綜合台 週一至週五 20:00 - 21:00  | 八大綜合台 週一至週五 20:00 - 21:00 |
| ----------------------------------- | ------------------------------------ | ----------------------------------- |
|                                     | 終極一班 （2013.10.08 - 2013.11.20） |                                     |
| 終極三國 （2012.06.10- 2013.10.07） | 終極一班2 (2013.11.21 - 2014.01.01)  |                                     |

## 外部連結
- 終極一班官方網頁 （页面存档备份，存于）
- 終極一班日本官方網頁 （页面存档备份，存于）
- 互联网电影数据库（IMDb）上《終極一班》的资料（英文）